# اشلی سیمپسون
اشلی نیکول سیمپسون (به انگلیسی: Ashlee Nicole Simpson) (زاده: ۳ اکتبر ۱۹۸۴، ویکو، تگزاس) بازیگر و خواننده، آمریکایی است.
از فیلم‌ها یا برنامه‌های تلویزیونی که وی در آن نقش داشته است می‌توان به دختران داغ، کشف‌نشده و ماجراهای دکه سمساری اشاره کرد.

## زندگی‌نامه
در سریال آسمان هفتم (7th Heaven) از سال ۲۰۰۴ تا ۲۰۰۵ به ایفای نقش پرداخت او در سال ۲۰۰۴ به عنوان بهترین هنرمند زن تازه‌وارد توسط نشریه بیلبورد انتخاب شد.
اشلی سیمپسون خواهر جسیکا سیمپسون خواننده آمریکایی است.
در سال ۲۰۰۴ سیمپسون اولین آلبوم خود را به نام خود زیستنامه (به انگلیسی: Autobiography) ارائه داد و پس از آن در سال ۲۰۰۵ آلبوم I Am Me و در ۲۰۰۸ آلبوم جهان تلخ و شیرین (به انگلیسی: Bittersweet World) را ارائه داد.
او در سال ۲۰۰۸ با پت ونتز ازدواج کرد. این دو در سال ۲۰۱۱ از هم جدا شدند.